# Nodonota margaretae
Nodonota margaretae là một loài bọ cánh cứng trong họ Chrysomelidae. Loài này được Schultz miêu tả khoa học năm 1980.